# James Lafayette

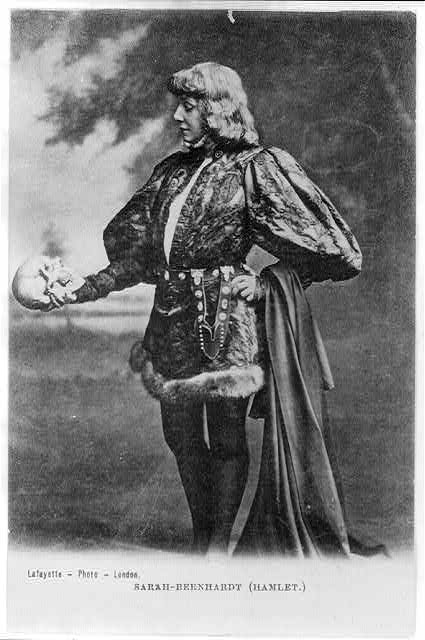
James Lafayette: Sarah Bernhardt jako Hamlet s Yorickovou lebkou, asi 1885–1900

James Lafayette používal jako pseudonym James Stack Lauder (22. ledna 1853 – 20. srpna 1923) byl fotograf v pozdním Viktoriánském období, portrétní fotograf v době krále Eduarda a v období od roku 1898 do 1923 generální ředitel firmy Lafayette Ltd., která se specializovala na společenskou fotografii. V roce 1887 se stal prvním irským fotografem, který získal titul „dvorní fotograf“.

## Sbírky
Zatímco existují tisíce obrazů připsané studiu Lafayette, pouze 649 fotografií z nich bylo registrováno přímo na něho autorským podpisem. Tyto jsou nyní v majetku Public Record Office v Kew, Londýn. Sbírka Lafayette Collection londýnského muzea Victoria and Albert Museum obsahuje 3 500 skleněných desek a celuloidových negativů. Další sbírka 30 000 - 40 000 nitrátových negativů má londýnská National Portrait Gallery. Zbývající sbírky jsou v Royal Archives při Windsor Castle; a také v privátních sbírkách v Dublinu.

## Portrétní fotografie (výběr)

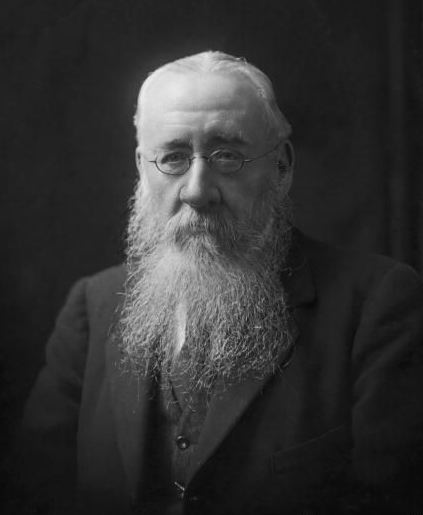
George Saintsbury Lafayette
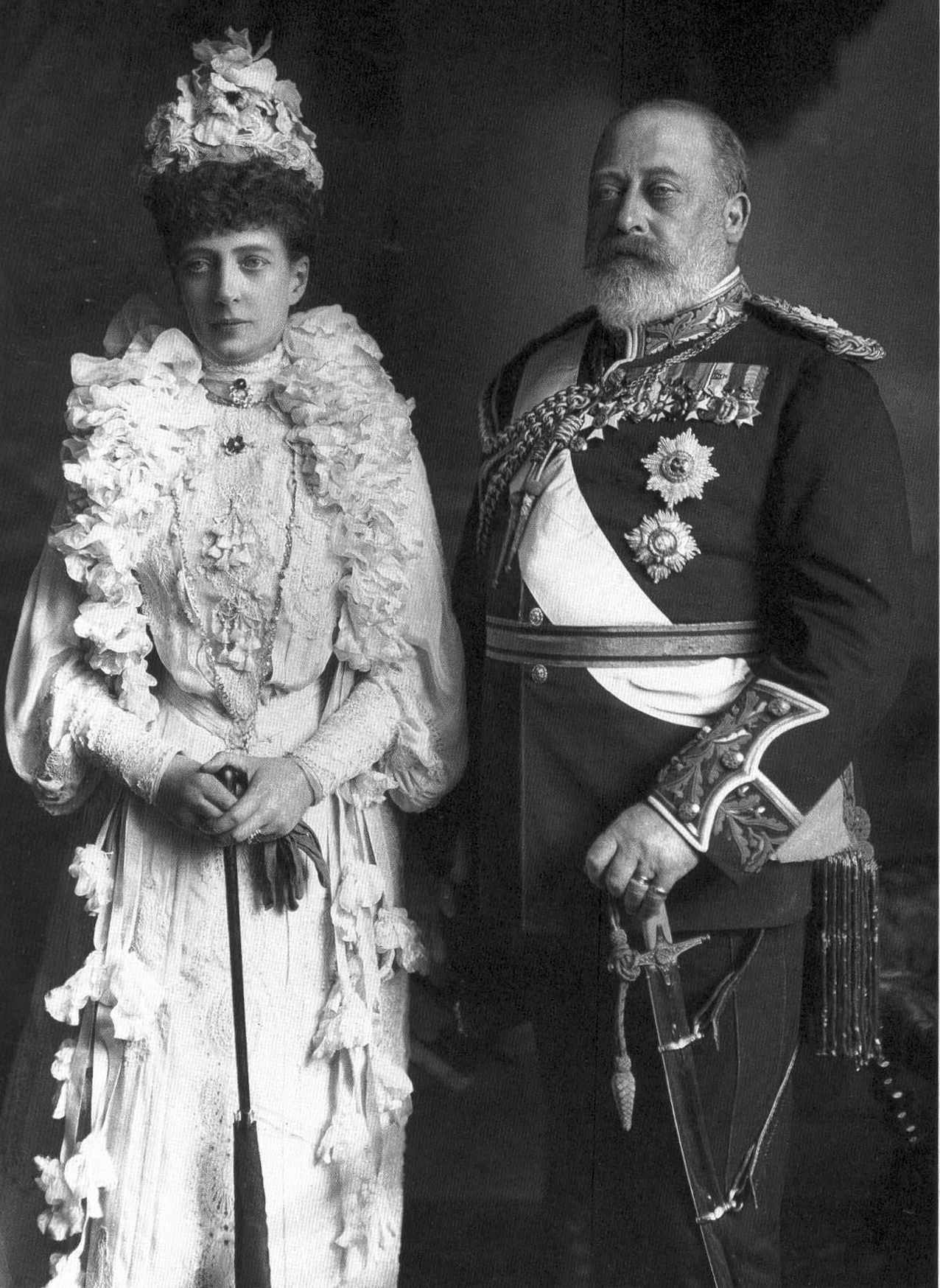
Královna Alexandra s králem Eduardem
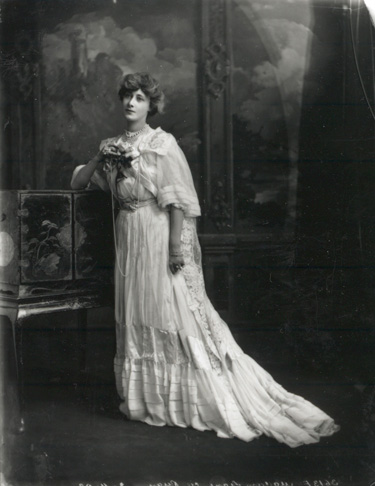
Liane de Pougy (1869–1950)
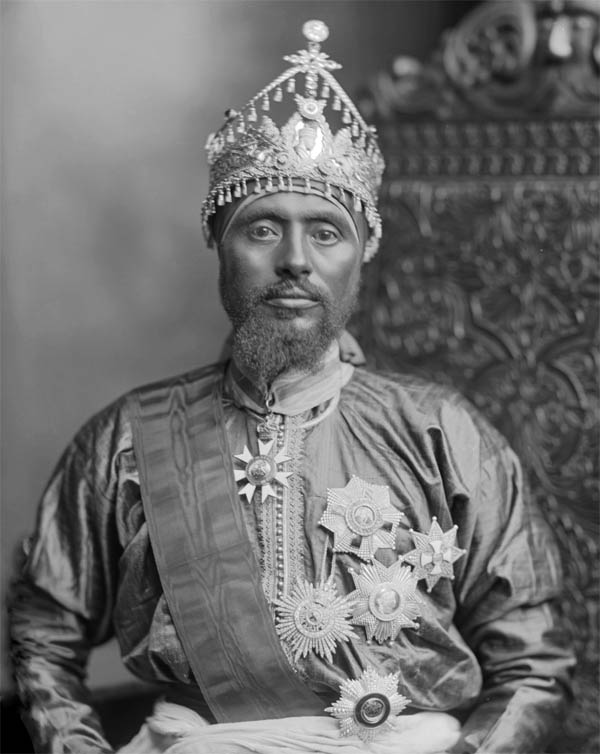
Ras Mäkonnen (Wäldä-Mika'él) (1852–1906)
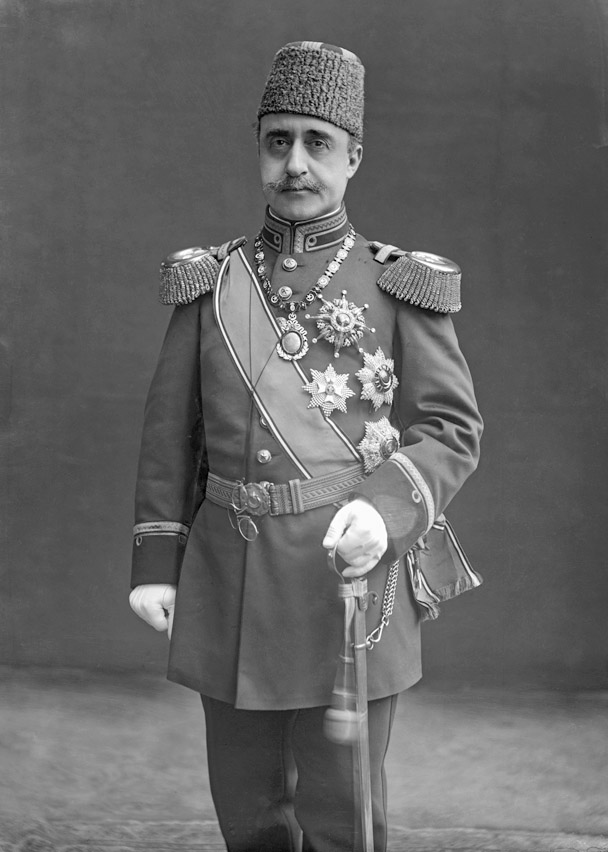
Z. K. H. Princ Yusuf Izzedidin van Turkije 1857–1916
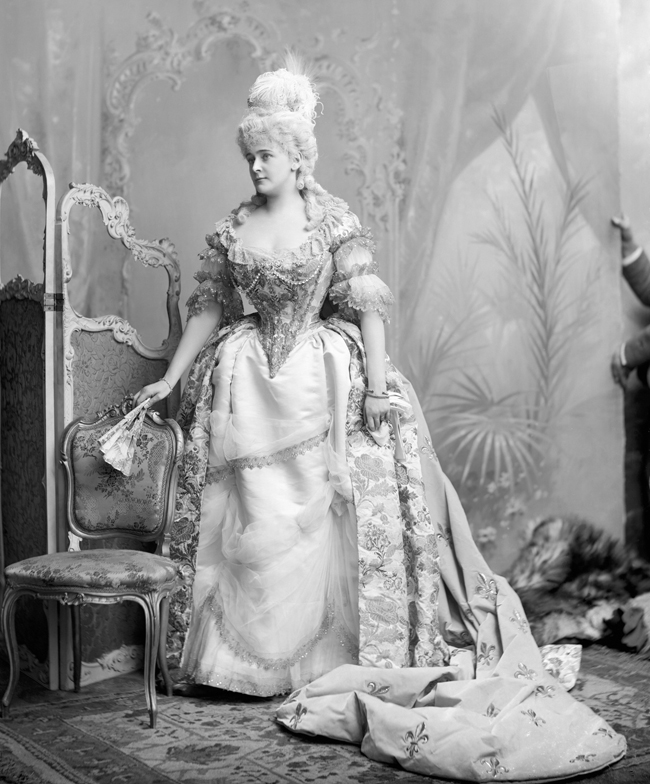
Daisy Greville
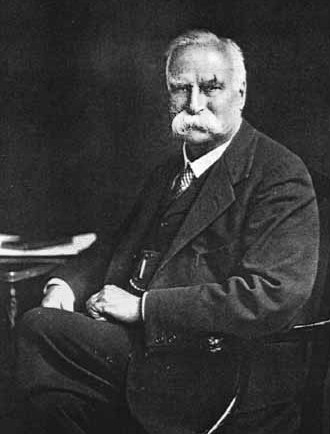
E. B. Poulton
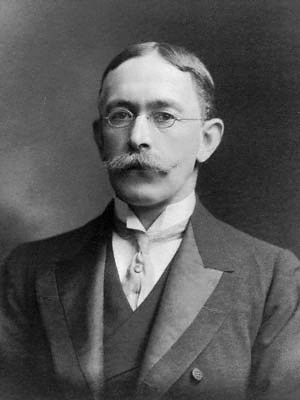
Eldon Gorst